# 沈黙のジェラシー
『沈黙のジェラシー』（原題：Hush ）は、アメリカ合衆国のサスペンス映画。息子を溺愛する姑に追い詰められる、新婚の妻を描く。

## キャスト
| 役名                   | 俳優                     | 日本語吹替 |
| ---------------------- | ------------------------ | ---------- |
| マーサ・ベアリング     | ジェシカ・ラング         | 弥永和子   |
| ヘレン・ベアリング     | グウィネス・パルトロー   | 田中敦子   |
| ジャクソン・ベアリング | ジョナサン・シェック     | 井上倫宏   |
| フランクリン・ヒル医師 | ハル・ホルブルック       | 上田敏也   |
| アリス・ベアリング     | ニナ・フォック           | 京田尚子   |
| リサ                   | デビ・メイザー           | 朴璐美     |
| ハル・ベントール       | リチャード・ラインバック |            |

- その他の声の吹き替え：秋間登／堀越真己／名取幸政／松乃薫／坂口哲夫／田中正彦／辻つとむ／大川透／大平泉